# صالح الداوود
صالح الداوود لاعب كرة قدم دولي سابق.
هو صالح عبد الله إبراهيم الداود، مواليد 1968م. في الدرعية وسط السعودية ولعب لأندية الدرعية والشباب والنصر كما مثل المنتخب السعودي.
يلعب صالح الداود في مركز الدفاع وامتدت مسيرته الكروية لما يقارب الـ15 عاماً كانت حافلة بالالقاب والإنجازات مع الاندية والمنتخب.
وتولى الداوود مؤخرا منصب مدير المنتخب السعودي الأول .

## مسيرته الكروية
كان صالح الداود قد انطلق من نادي الدرعية مسقط رأسه، تحديداً في عام 1407هـ, وبعد ثلاث سنوات من اللعب معه قرر الداود الرحيل عن النادي والتوجه لاندية العاصمة ذات الشهرة والاضواء.
ولكن طريقة لم يكن مفروشاً بالورود كما يتوقع، حيث واجه الكثير من المصاعب، بدايتها مع نادي النصر الذي تدرب معه لفترة طويلة بهدف تجربته ثم رفضوا تسجيله، توجه بعد ذلك لنادي الهلال ولم تنجح التجربة، ولكنه وجد ضالته في نادي الشباب الذي احتضنه في عام 1410هـ ووقع معه بدون مقابل !
موهبة صالح الداود اكتشفها المدرب الشهير بيدرو روشا حيث قرر الزج به في التشكيلة الاساسية أمام نادي الاهلي في أواخر الدوري الممتاز عام 1410هـ (أي بعد أشهر قليلة من تسجيله) وجاء مشاركته نتيجة اصابة عبدالرحمن الرومي . وأصبح بعد ذلك الداود عنصراً هاماً في تشكيلة الشباب.
ويؤكد صالح الداود أنه كان متأثراً باللاعب الكبير صالح النعيمة حيث يعتبره قدوته داخل الملعب، ويقول «أنا من اشد المعجبين بالنعمية، لم تكن لي في السابق ميول رياضية لاي نادي ولكن كنت (نعيماوي) لعشقي لهذا اللاعب».
وكان صالح الداوود قد ساهم مع فريقه الشباب باحراز الكثير من البطولات أبرزها كأس الدوري ثلاث مرات، وبطولة الخليج مرتين، والبطولة العربية مرتين، وكأس ولي العهد مرتين، كما مثل المنتخب السعودي لفترات متقطعه أبرزها مونديال أمريكاً 94 , ولعب للنصر في عام 1421هـ وأصبح قائداً للفريق حتى اعتزاله عام 1424هـ.

## اسهاماته مع الشباب
- تحقيق الدوري السعودي ثلاث مرات أعوام 91 و92 و93
- تحقيق كأس ولي العهد مرتين أعوام 92 و98
- تحقيق كأس النخبة العربية مرة واحدة
- تحقيق كأس العرب للأندية أبطال الدوري مرة واحدة
- تحقيق كأس الخليج للأندية مرتين أعوام 92 و93

## اسهاماته مع المنتخب
- كان ضمن قائمة المنتخب في كأس العالم لكرة القدم 94 بأمريكا.

## روابط خارجية
- صالح الداوود على موقع الاتحاد الدولي (مؤرشف)  (الإنجليزية)
- صالح الداوود على موقع قاعدة بيانات كرة القدم.إي يو (الإنجليزية)
- صالح الداوود على موقع ناشيونال فوتبول تيمز (الإنجليزية)
- صالح الداوود على موقع عالم كرة القدم.نت (الإنجليزية)
- صالح الداوود على موقع كووورة